# Ivna Marra
 Ivna Franco Marra (Coromandel, 25 de janeiro de 1990) é uma voleibolista indoor brasileira que atua na posição de ponta e de oposta. Na categoria infanto-juvenil disputou com a Seleção Brasileira o Campeonato Mundial de 2007 no México e foi medalhista de ouro no Campeonato Sul-Americano Juvenil em 2008, no Peru. Estava inscrita na equipe que conquistou o bronze no Campeonato Mundial Juvenil de 2009, no México. Pela Seleção Brasileira de Novas conquistou a medalha de prata na Copa Yeltsin em 2011, disputada na Rússia . Em clubes é tricampeã do Campeonato Sul-Americano de Clubes, nos anos de 2011, 2012 e 2014, as três edições realizadas em Osasco. Possui três medalhas em participações no Campeonato Mundial de Clubes nos anos de 2011, 2012 e 2014, em Zurique, na Suíça.

## Carreira
Em 2005 começou a surgir no cenário do vôlei mineiro jogando nas categorias de base  Sesi Esporte/Uberlândia que ocorreu por duas temporadas: 2005-06 e 2006-07, sendo quem em 2006 representou a Seleção Mineira no Campeonato Brasileiro de Seleções ( 1ª divisão) na categoria infanto-juvenil, quando alcançou o bronze nesta edição.
No ano de 2007 transfere-se para o Fiat/Minas onde conquistou o título do Campeonato Mineiro na categoria infanto-juvenil e obteve o título também no Campeonato Mineiro Juvenil no mesmo ano.Nesse mesmo ano foi convocada para Seleção Mineira, desta vez na categoria juvenil , e disputou o Campeonato Brasileiro de Seleções da Divisão Especial na cidade de Brusque-Santa Catarina conquistando o bronze.
Ainda em 2007 também recebeu convocação neste ano para integrar a Seleção Brasileira, categoria infanto-juvenil, pelo técnico Antônio Rizola em preparação para o Campeonato Mundial da categoria, a ser cuja sede foi no México, nas cidades de Tijuana e Mexicali, foi relacionada entre as atletas que disputaram  o referido Mundial ocorrido  em Mexicali, vestiu a camisa#1  quando encerrou na quinta posição geral, entre as maiores pontuadores destacou-se na sexagésima segunda posição,enrte as atletas com melhor bloqueio finalizou na quinquagésima primeira colocação, apareceu na sexagésima oitava posição entre as melhores no fundamento de levantamento,terminou na centésima sétima posição entre as melhores defensoras e por último na centésima décima primeira colocação entre as com melhor saque.
No ano seguinte é convocada para Seleção novamente, desta vez pela categoria juvenil e disputou o Campeonato Sul-Americano Juvenil em Lima-Peru, onde foi capitã da equipe e sagrou-se medalhista de ouro  e conferiu ao país qualificação para o Campeonato Mundial de Juvenil em 2009, e além disso destacou-se individualmente, sendo eleita  a Melhor Recepção e a Melhor Jogadora da edição.Em 2009 foi convocada para representar a Seleção Brasileira na categoria juvenil e estava inscrita na equipe que conquistou a medalha de bronze nesta edição.
Pela equipe Fiat/Minas disputou a Superliga Brasileira A 2008-09, conquistou o bronze no Torneio Cativa Oppnus e o quarto lugar na I Copa BMG, ambas em 2009; foi a revelação da competição registrou 117 pontos, listada como  segunda pontuadora, mas em decorrência de uma lesão no joelho esquerdo na reta final da competição, Ivna jogando como então ponteira ficaria cerca de nove meses  sem poder jogar, pois, foi submetida a intervenção cirúrgica para reconstruir o ligamento cruzado do referido joelho, sendo que  atingiu também o menisco, um edema ósseo no côndilo e o ligamento colateral medial, ocorrido quando disputava o Campeonato Mineiro na categoria infanto-juvenil e equipe encerrou na oitava colocação geral.Também foi campeã mineira na categoria juvenil pelo Fiat/Minas.
Permanecendo na equipe do Usiminas/Minas até a temporada 2009-10,quando avançou às quartas de final da Superliga Brasileira A 2009-10,terminando na quinta colocação.Foi contratada pelo Pinheiros/Mackenzie na temporada seguinte e conquistou o título do Campeonato Paulista de 2010 e encerrou na quarta posição após eliminação da semifinal na Superliga Brasileira A 2010-11.
Em 2011 Ivna é convocada para Seleção Brasileira de Novas em preparação para Yeltsin Cup, sediada em Yekaterinburg-Rússia  foi inscrita na competição e com a equipe brasileira chegou a grande final , mas encerrou com o vice-campeonato.
Também nesse mesmo ano reforçou a equipe do Sollys/Osasco e por este disputou o Campeonato Sul-Americano de Clubes de 2011 sediado  em Osasco-Brasil conquistando a medalha de ouro e a  qualificação para o Campeonato Mundial de Clubes no mesmo ano e foi eleita a Melhor Atacante da edição e esteve na equipe do Sollys/Osasco na disputa do Campeonato Mundial de Clubes de 2011, este sediado em Doha-Qatar vestindo a camisa#1 conquistou a medalha de bronze, e individualmente foi a terceira maior pontuador da edição,destacou-se também com a quarta melhor atacante e quarta melhor bloqueadora,além disso foi a décima segunda colocada entre as melhoras sacadoras e oitava melhor defesa.Ainda em 2011 foi vice-campeã paulista de 2011 e conquistou o título da Superliga Brasileira A 2011-12.
Com contrato renovado continuou defendendo o Sollys/Osasco na temporada 2012-13, conquistou o bicampeonato paulista em 2012de forma invicta e neste ano disputou sua segunda edição do Campeonato Mundial de Clubes, novamente em Doha no Qatar, vestindo a camisa#1 conquistou seu primeiro título na competição e individualmente foi vigésima terceira  atleta entre as maiores pontuadoras do torneio, sendo a vigésima quarta entre as melhores bloqueadoras e ainda figurou na trigésima quarta posição no fundamento de defesa.E por esta equipe chegou a sua final consecutiva na Superliga Brasileira A 2013-13, mas não obteve o bicampeonato, encerrando na segunda posição.
Em 2013 foi inscrita pelo técnico Zé Roberto Guimarães na edição  do Grand Prix de 2013, mesmo esta não treinando com as demais atletas em Saquarema-Rio de Janeiro, e estava recém contratada pelo Sesi-SP para competir na  jornada esportiva 2013-14 e sob o comando do Talmo Oliveira, conquistando o ouro na Copa São Paulo de 2013.
Como atleta da equipe do Sesi/SP, ela conquistou o vice-campeonato paulista de 2013, mesma colocação obtida na Copa Brasil de 2014 em Maringá-Paraná qualificando a equipe para o Campeonato Sul-Americano de Clubes de 2014, pois, o  vencedor Molico/Osasco já estava classificado como cidade-, portanto o Sesi/SP disputou tal competição sediada em Osasco-Brasil e Ivna estava na equipe que conquistou a medalha de ouro e foi eleita a Melhor Oposta da edição qualificando sua equipe pela primeira vez ao Campeonato Mundial de Clubes de 2014 sediado na Zurique-Suiça.Ivna contribuiu para o Sesi/SP avançar as finais da Superliga Brasileira A 2013-14, encerrando com o vice-campeonato.
Embarcou com a equipe do Sesi/SP para Zurique , sede do Campeonato Mundial de Clubes de 2014 conforme qualificação continental já citada  e foi semifinalista nesta edição, conquistando a medalha de bronze e foi terceira maior pontuadora da edição, figurando ao final como a quinta mais eficiente  atacante da competição, também a décimar melhor bloqueadora e a décima quinta atleta com melhor saque e foi a quinta melhor defensora, ficando atrás apenas das quatro melhores líberos.
Ivna não renovou com a equipe do Sesi/SP e foi anunciada como novo reforço da equipe do Molico/Osasco para temporada 2014-15 encerrando com o vice-campeonato da Superliga Brasileira A 2014-15 e encerrou na quarta posição na Copa Brasil de 2015.
Integrou a Seleção Brasileira para a disputa do Grand Prix de 2015 e nesta edição conquistou o bronze.Ainda no ano de 2015 alcançou o vice-campeonato na edição do Campeonato Sul-Americano de Clubes, sediado em Osasco.
E renovou com o time do Osasco, e este passou a utilizar a alcunha de Vôlei Nestlé para a temporada 2015-16 e conquistou o título do Campeonato Paulista de 2015.

## Títulos e resultados
- Copa Brasil:2014[46]
- Copa Brasil:2015[58]
- Superliga Brasileira A: 2011-12[35]
- Superliga Brasileira A: 2012-13[42], 2013-14[48],2014-15[57]
- Superliga Brasileira A: 2010-11
- Campeonato Paulista: 2010[1], 2012[36], 2015[62]
- Campeonato Paulista: 2011[34], 2013[45]
- Copa São Paulo:2013[44]
- Torneio Cativa Oppnus:2009[19]
- I Copa BMG:2009[19]
- Campeonato Brasileiro de Seleções Juvenil:2007[5]
- Campeonato Brasileiro de Seleções Infanto-Juvenil(1ª divisão):2006 [2]
- Campeonato Mineiro Juvenil: 2007[4]
- Campeonato Mineiro Infanto-Juvenil: 2007[3]

## Premiações individuais
- Melhor Oposta do Campeonato Sul-Americano de Clubes de 2014[47]
- 3º Maior Pontuadora do Campeonato Mundial de Clubes de 2011[29]
- 4º Melhor Atacante do Campeonato Mundial de Clubes de 2011[30]
- 4º Melhor Bloqueadora do Campeonato Mundial de Clubes de 2011[31]
- Melhor Atacante do Campeonato Sul-Americano de Clubes de 2011[26]
- Revelação da  Superliga Brasileira A  de 2008-09[1]
- Melhor Recepção do Campeonato Sul-Americano Juvenil de 2008[14]
- MVP  do Campeonato Sul-Americano Juvenil de 2008[14]